# Edward Courtney Boyle
Edward Courtney Boyle, VC (ur. 23 marca 1883 w Carlisle, Kumbria, zm. 16 grudnia 1967 w Ascot) – brytyjski admirał, uczestnik I i II wojny światowej.

## Życiorys
Ukończył Cheltenham College. Od 1904 roku służył w Royal Navy. W 1914 roku był dowódcą okrętu podwodnego HMS D3.
Od grudnia 1914 roku został mianowany dowódcą wodowanego 7 lipca 1914 roku okrętu podwodnego HMS E14. W 1915 jednostka pod dowództwem Boyla została skierowana do działań wojennych na Morzu Marmara, aby uczestniczyć w operacjach w Cieśninie Dardanelskiej. E14 był drugim, po HMAS AE2, brytyjskim okrętem podwodnym, któremu udało się przedostać przez zapory z pól minowych i dostać na Morze Marmara. Jego misja trwała od 27 kwietnia do 18 maja 1915 roku, w czasie której zatopił turecką kanonierkę „Nurel Bahr”, uszkodził stawiacz min „Perik I Shevket” oraz ostatnią torpedą zatopił turecki statek transportowy z 6000 żołnierzy oraz bateriami artylerii. Po tej akcji 21 maja 1915 roku Boyle został odznaczony najwyższym brytyjskim odznaczeniem wojennym Krzyżem Wiktorii.
Odszedł ze służby 19 października 1932 roku w stopniu wiceadmirała. W sierpniu 1939 roku w przededniu wybuchu II wojny światowej. Boyle powrócił do czynnej służby. Służył w Londynie na HMS Yeoman jako Flag Officer-in-Charge. Przeszedł w stan spoczynku w 1943 roku.
W grudniu 1967 roku został potrącony przez ciężarówkę i zmarł w szpitalu. Jego Krzyż Wiktorii jest eksponowany w Royal Navy Submarine Museum w Gosport.